# 田中英樹
田中 英樹（たなか ひでき、1972年8月29日 - ）は、日本の男性俳優、声優。神奈川県川崎市出身。テアトル・エコー所属。
神奈川県立向の岡工業高等学校卒業。2001年2月14日テアトル・エコー入団　現在演劇部・劇団員。

## 出演
太字はメインキャラクター。

### 舞台
- カフカズ・ディック（テアトル・エコー　eブラッド公演）
- テイク・ザ・マネー・アンド・ラン（テアトル・エコー eブラッド公演）
- 涙で頬が傷だらけ（テアトル・エコー お歳暮みゅーじかる）
- 星逢井戸命洗濯（テアトル・エコー本公演）
- アラカン！（テアトル・エコー本公演）
- お手を拝借！（テアトル・エコー本公演）
- マチのモノガタリ（日本劇団協議会）
- オペラ ウェルテル 助演（新国立劇場）
- オペラ カルメン 助演（新国立劇場）
- オペラ ドン・カルロ 助演（新国立劇場）
- 雨（こまつ座）
- エンドゲーム（新国立劇場）[4]

### テレビドラマ
- 世にも奇妙な物語'13 春の特別編「呪web」（2013年） - 巨漢の男 役
- ラーメン大好き小泉さん（2015年） - 荻窪 役
- あなたを奪ったその日から 第4話・第6話・第10話・最終話（2025年5月12日・26日・6月23日・30日、関西テレビ・フジテレビ） - 居酒屋店長 役[5]

### 吹き替え

#### 映画
- アート・オブ・ウォー ※テレビ東京
- アラジン[6]
- エミルの空
- オフロでGO!!!!! タイムマシンはジェット式（ニック〈クレイグ・ロビンソン〉）
- オフロでGO!!!!! タイムマシンはジェット式2（ニック〈クレイグ・ロビンソン〉）
- ガーディアンズ・オブ・ギャラクシー:リミックス（ジェフ[7]）
- カレンダー・ガールズ
- キス・オブ・ザ・ドラゴン ※テレビ東京版
- キング・アーサー（2004年）
- シティ・オブ・ゴッド
- シャンハイ・ナイト
- シンデレラ（ガチョウの従者[8]）
- スーパーマン ディレクターズ・カット版（オーティス〈ネッド・ビーティ〉）※WOWOW版追加録音部分
- スプラッシュ（フレディ・バウアー〈ジョン・キャンディ〉）※Disney+版
- ゾンビ・クエスト（ノーラン）
- ダーク・シャドウ
- ダーケストアワー 消滅
- ハリー・ポッターとアズカバンの囚人
- 美女と野獣
- フライペーパー! 史上最低の銀行強盗（ジェリー〈プルイット・テイラー・ヴィンス〉）
- フラッシュフラッド
- マッドマックス 怒りのデス・ロード（リクタス・エレクタス〈ネイサン・ジョーンズ〉[9]）※ザ・シネマ版
- 魔法にかけられて

#### ドラマ
- ER緊急救命室
  - シーズンXII #266（タクシー運転手〈クワミ・アモクウ〉）
  - シーズンXIII #290（サルツマン〈デイヴ・シャランスキー〉）
- ボバ・フェット/The Book of Boba Fett（ローサ・ピール〈スティーヴン・ルート〉）
- WITHOUT A TRACE/FBI 失踪者を追え!2 #12（管理人）
- エイリアス
- スタートレック:エンタープライズ
- デスパレートな妻たち
- ナース・ジャッキー2
- 星に願いを
- 名探偵モンク6 #13
- 名探偵モンク7 #1

#### アニメ
- カーズ（モーターホーム）
- ジャングル大騒動 -南極からのSOS-（フレッド）
- シュレック3（パペット・マスター）
- スポンジ・ボブ（トニー）
- シンデレラ（ガス）※DVD追加録音部分
- 少女チャングムの夢
- ちいさなプリンセス ソフィア（フィネガン卿）
- 塔の上のラプンツェル（ウラジミール）
- ファン・アンド・ファンシー・フリー（巨人のウィリー）※WOWOW版追加収録部分
- プリンセスと魔法のキス
- ボルト
- ミッキーマウス クラブハウス（巨人のウィリー）
- メリダとおそろしの森（騎士）
- モンスターズ・インクシリーズ（チェット・アレキサンダー〈声：ボビー・モイニハン〉）
  - モンスターズ・ユニバーシティ
  - モンスターズ・パーティ
  - モンスターズ・ワーク
- ライアンを探せ!
- ラプンツェル ザ・シリーズ（ウラジミール）
- レックスはお風呂の王様（水道局の男性）

#### その他
- セサミストリート（モジャボ）※テレビ東京版
- セサミストリート（クリス、テリー・モンスター）※YouTube版
- セサミストリート（クリス、テリー・モンスター、マレー・モンスター、スライミー、ボブ）※U-NEXT版

### テレビアニメ
- プリンセスチュチュ（2003年、男性）
- 焼きたて!!ジャぱん（2004年 - 2006年、受験者、職人、ロシア職人、漁師、島木）
- 結界師（2007年、ウホ助）
- トレインヒーロー（2013年、エイト[10]）
- 山賊の娘ローニャ（2014年、ずんぐり小人のおじさん）
- 牙狼 -紅蓮ノ月-（2015年、大伴御行）
- スペースバグ（2018年 - 2019年、カトー[11]、ゴード）
- ユーレイデコ（2022年、中年）
- 天国大魔境（2023年、子分）

### ゲーム
- ファンタシースターユニバース（2006年、ド・ボル）
- ファンタシースターユニバース イルミナスの野望（2007年、ド・ボル）
- ファンタシースターポータブル（2008年、ド・ボル）
- バイオハザード RE:2（2019年、ロバート・ケンド）
- 白猫プロジェクト（2019年、コルネの親父）

### CM
- マクドナルド